# Tuojiangosaurus multispinus
Tuojiangosaurus (il cui nome significa "lucertola del fiume Tuo") è un genere estinto di dinosauro stegosauride vissuto in Cina nel Giurassico superiore. Fisicamente simile allo Stegosaurus, il genere è conosciuto da un'unica specie T. multispinus.

## Placche triangolari

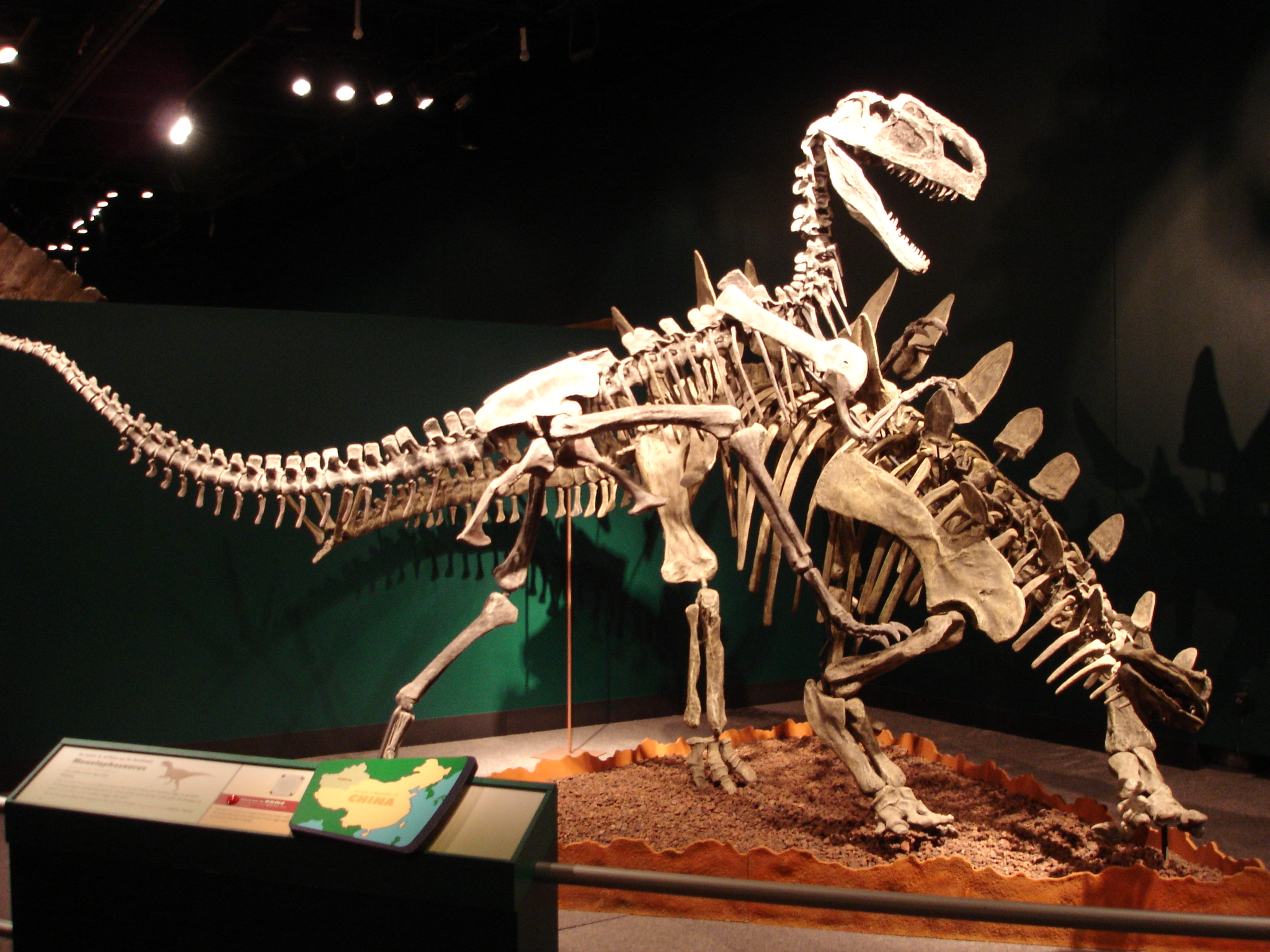
Scheletri di Monolophosaurus e Tuoijangosaurus in posizione di combattimento

Come tutti gli stegosauri, il Tuojiangosauro era dotato di una serie di placche ossee che correvano lungo il dorso. Le placche, disposte in due file parallele, erano di forma triangolare ed erano più piccole di quelle dello Stegosaurus. Alla fine della coda era presente il caratteristico thagomizer, una struttura formata da quattro spine allungate, sicuramente usata per difesa nei confronti dei carnivori coevi come Sinraptor e Monolophosaurus.
Il Tuojiangosauro è stato descritto nel 1977 sulla base di due scheletri quasi completi rinvenuti nel Sichuan; un cranio completo, mancante di mandibola, è stato rinvenuto, ed è di forma bassa e allungata, ma non particolarmente simile a quello dello Stegosaurus. Il Tuojiangosaurus era lungo circa 6 -7 metri (una dimensione medio - grande per gli stegosauri) e conviveva con altri stegosauri più piccoli come Chungkingosaurus, con sauropodi giganti (Mamenchisaurus) e piccoli ornitischi (Yandusaurus).

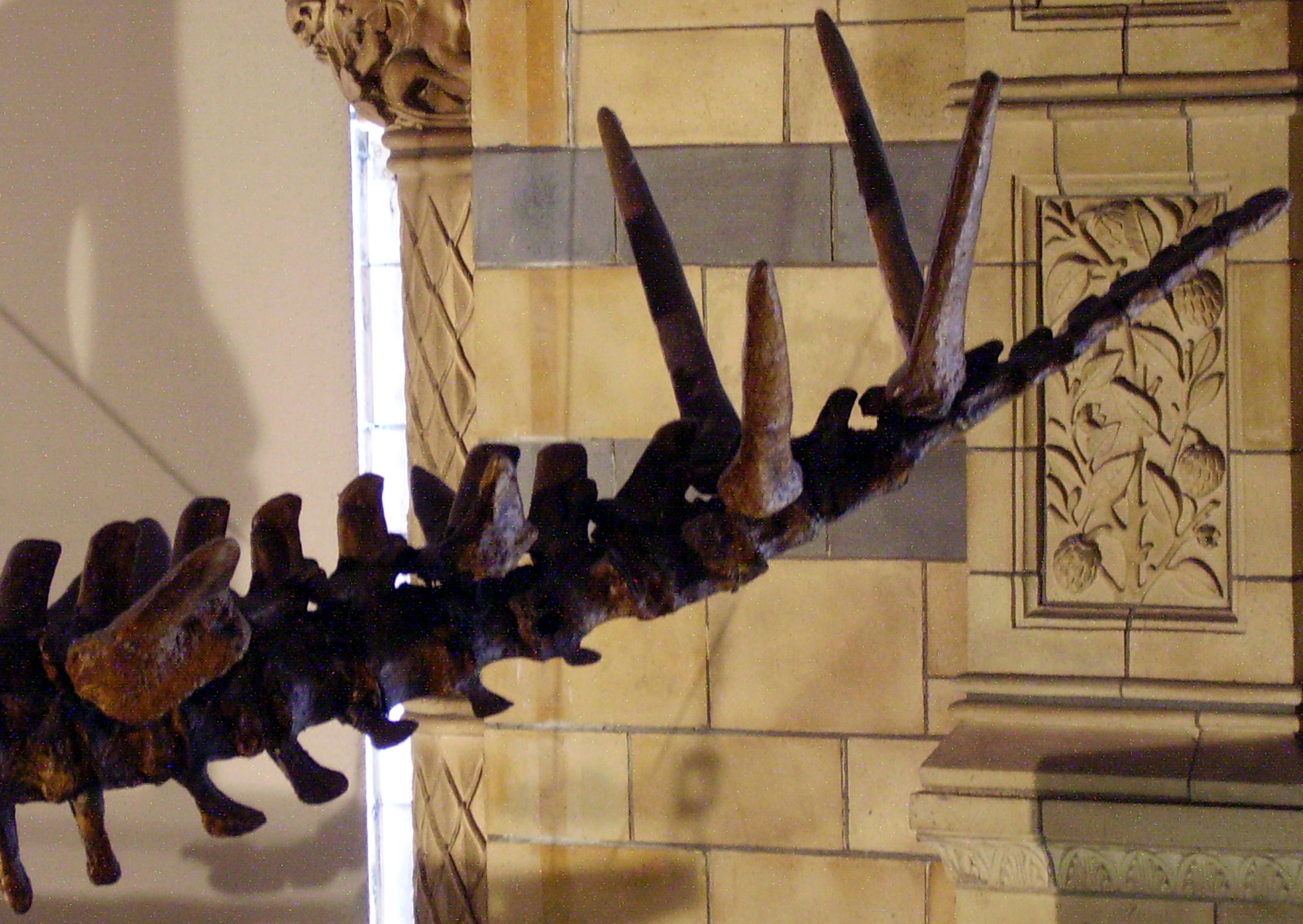
Coda di tuojiangosauro